# Angelo Castronaro
Angelo Castronaro (Porto Sant'Elpidio, 3 agosto 1952) è un allenatore di calcio ed ex calciatore italiano, di ruolo centrocampista.

## Carriera
Cresciuto calcisticamente nella Sambenedettese, dove si mise in luce negli anni d'oro dei rossoblu, con alla guida il triestino Marino Bergamasco, e dopo una breve militanza nella Fermana, in serie D, conquistò la seconda promozione storica in Serie B della Samb, nel campionato di Serie C del 1973-1974.
Venne ceduto al Genoa dove conquistò un'altra promozione, questa volta in Serie A nel campionato di Serie B del 1975-1976, per poi così esordire in Serie A, allo Stadio Luigi Ferraris contro la Roma (2-2).
In massima serie colleziona 93 presenze con 3 reti all'attivo indossando le maglie del Genoa e Bologna, per poi passare alla SPAL, quindi all'Arezzo sempre in Serie B (158 presenze e 17 reti complessive in cadetteria) e, a fine carriera, alla Civitanovese in Serie C.
È citato da Carlo Petrini, suo compagno di squadra al Bologna, nel libro Nel fango del dio pallone, come uno dei due calciatori della compagine rossoblù (con Renato Sali) ad aver rifiutato di scommettere pur partecipando alla combine in occasione di un incontro con la Juventus.

## Palmarès

### Giocatore
- Campionato italiano Serie C: 1

Sambenedettese: 1973-1974 (girone B)
- Campionato italiano di Serie B: 1

Genoa: 1975-1976